# Tomás Tello
Tomás Antonio Tello (1720, Almagro, España – 21 de noviembre de 1751, Caborca Sonora) fue un jesuita español, misionero en la Pimería Alta de la Nueva España, en la misión construida por el misionero también jesuita Eusebio Francisco Kino, murió asesinado en una rebelión de los indígenas Pimas, en la revuelta Pima de 1751 en Caborca, y penúltimo jesuita asesinado en la Nueva España.

## Primeros años
En 1735 Juan Antonio, ingresa al noviciado de la Compañía de Jesús junto con su hermano Juan Idelfonso, que había nacido en 1718.
En 1744 está en segundo año de teología en el Seminario de San Francisco Javier de Querétaro, hoy la capital del estado del mismo nombre. En 1746 se ordena sacerdote junto con su hermano Juan Idelfonso, y poco después viaja a la Nueva España para donde viaja también su hermano, donde hace la Tercera Probación, que es la última etapa de formación de los jesuitas, y lo hizo en el Colegio del Espíritu Santo en Puebla de Los Ángeles en 1748 y termina sus estudios en 1749.

## Misionero
Sus superiores destinan a Tomás en la Pimería Alta en Sonora, y éste lo asigna para hacerse cargo de laMisión de la Purísima Concepción de Nuestra Señora de Caborca El 20 noviembre de 1751, hay una rebelión indígena al mando del jefe pima Luis de Sáric, o Luis Oacpicagigua, en la misión de San Pedro y San Pablo de Tubutama, donde los levantados incendian casas y dan muerte a más de 100 personas. Los sacerdotes jesuitas presentes en el lugar, Jacobo Sedelmayer y Juan Nentuig, pueden escapar a la misión de San Ignacio de Cabórica, en el poblado de San Ignacio. 
El padre Jacobo Sedelmayer, uno de los sobrevivientes de la rebelión, sobre el padre Tello escribió que “le dieron muerte sus pimas alzados”.
La rebelión pima continúa, y el día siguiente, el 21 de noviembre, los rebeldes llegan a la Misión de la Purísima Concepción de Nuestra Señora de Caborca, donde dan muerte al padre jesuita Tomás Antonio Tello. Tenía 31 años, quien “era de complexión melancólica y de talento para la cátedra y los ministerios”. Y también de “buen juicio y prudencia”. Una rebelión anterior en 1695, le habían dado muerte a Francisco Javier Saeta en la misma misión. 
Los pimas continúan en su rebelión y toman camino rumbo a Xonoydag (ahora Sonoyta) y horas después, ya en la misión primero matan a un soldado español y realizan actos de pillaje y diverso tipo de destrozos, y luego disparan flechas y piedras contra el padre Enrique Ruhen, que muere en el lugar el 21 de noviembre de 1751. Tenía 33 años. Atendía la misión más lejana en el occidente de la Pimería Alta, tierra ya de los indígenas pápagos.  
Su hermano también jesuita, fue rector del Colegio de Zacatecas, cuando se ordena la supresión de la Compañía de Jesús en los territorios de España en 1767, por lo que sale al exilio desde Veracruz en la fragata “La Juno”. En 1768, ya en Ferrara, Italia, que es el destino de algunos de los jesuitas de la Provincia de México, es nombrado superior de los jesuitas que viven en la ciudad.
Los padres Tomás Antonio Tello y Enrique Ruhen fueron los últimos jesuitas asesinados en la Nueva España.